# Argavand (Ararat)
Pour les articles homonymes, voir Argavand.
Argavand (en arménien Արգավանդ ; jusqu'en 1946 Uzunoba) est une communauté rurale du marz d'Ararat en Arménie. En 2008, elle compte 1 608 habitants.